# منطقه حفاظت‌شده لوه
منطقهٔ حفاظت‌شدهٔ لوه یک منطقهٔ حفاظت‌شده با مساحت ۶۳۸۳ هکتار است که در استان گلستان در ایران قرار دارد. این منطقهٔ حفاظت‌شده طبق مصوبهٔ شمارهٔ ۶۵۸ در تاریخ ۱۳۷۸/۱۰/۱۵ در فهرست مناطق تحت حفاظت سازمان محیط زیست ایران قرار گرفت.